# Dark Horse (canción de George Harrison)
"Dark Horse" es el título de una canción de George Harrison que da título al álbum de 1974 Dark Horse, y más tarde el nombre de su sello, Dark Horse Records.

## Antecedentes
Mientras que "dark horse" suele ser una referencia a un probable o sorprendente ganador, Harrison explica en su autobiografía, I Me Mine, que en realidad no sabía el significado de la expresión, a la vez. Se refirió a su letra a los hombres que llevan una o más relaciones sexuales con mujeres clandestinas, un "dark horse" en términos de Liverpool. La canción se inspiró en sus sentimientos hacia su matrimonio que se desintegraba a Pattie Boyd, quien lo había dejado por el guitarrista (y amigo mutuo) Eric Clapton.

## Grabación
Harrison había comenzado la grabación de la canción en Friar Park, pero no se había terminado de grabar cuando llegó el momento de montar su gira americana 1974. Con la fecha de lanzamiento del álbum a la espera, y la garganta de Harrison devastada por la laringitis, la canción fue regrabada rápidamente en un estudio americano, con su banda de gira y Billy Preston en los teclados.

## Lanzamiento
Un sencillo se publicó el 18 de noviembre de 1974, alcanzando el puesto #15 en el U.S. pop singles chart. La cara B del sencillo no era un tema del álbum, "I Don't Care Anymore". Las copias del sencillo de 45rpm contenían un defecto de fabricación, haciendo que el lado B tocara anormalmente a menos que fuera re-centrado en los tocadiscos. Se desconoce si esto fue accidental o deliberado.
Fue lanzado como sencillo en el Reino Unido en febrero de 1975, esta vez junto con un tema del álbum, "Hari's on Tour (Express)", en el lado B, pero al igual que el álbum, falló en entrar en las listas británicas.
Actualmente, la canción se considera un clásico y uno de los mejores temas de Harrison de su época anterior a Dark Horse Records.

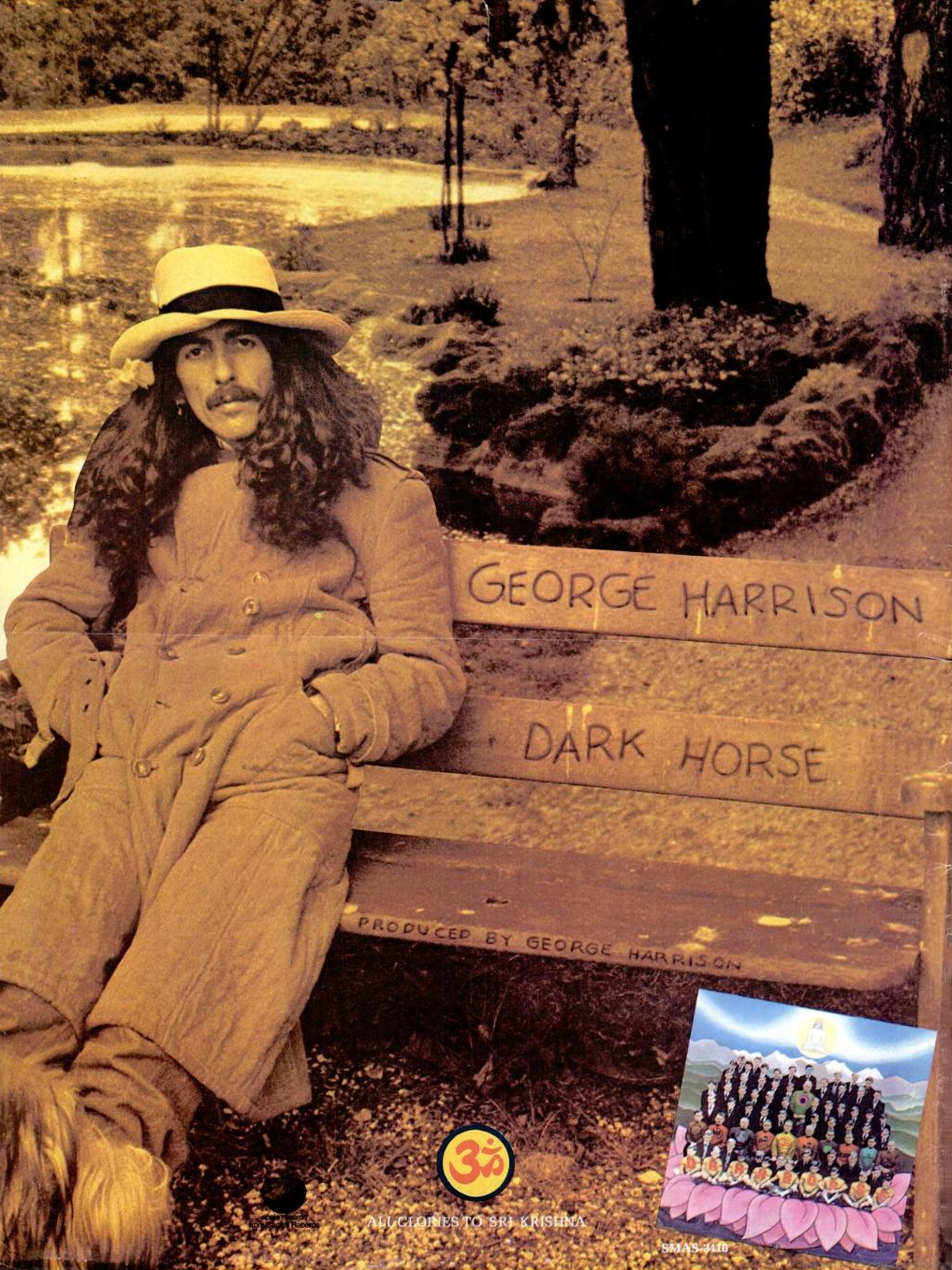
Foto del 21 de febrero de 1971 modificada para un anuncio de Dark Horse
publicado en el número del 21 de diciembre de 1974 de la revista Billboard.
Un detalle, el del busto de Harrison, puede verse arriba, en la ficha.

- Datos: Q2667798